# Down in Paris
Down in Paris je francouzský hraný film z roku 2021, který režíroval Antony Hickling podle vlastního scénáře. Snímek měl světovou premiéru na Out On Film - Atlanta's LGBTQ Film Festivalu dne 23. září 2021.

## Děj
Richard je 40letý filmař, kterého během natáčení přepadne nevysvětlitelná úzkost. Rozhodne se přerušit práci a vyrazí noční Paříží, aby na svou uměleckou krizi hledal odpovědi, útěchu i inspiraci.

## Obsazení
| Antony Hickling        | Richard Barlow |
| Dominique Frot         | Samantha       |
| Jean-Christophe Bouvet | Robert         |
| Manuel Blanc           | Mathias        |
| Thomas Laroppe         | Tom            |
| Claudius Pan           | Damien         |
| Nina Bakhshayesh       | Elizabeth      |
| Raphaël Bouvet         | Frédéric       |

## Ocenění
- The Chicago LGBTQ+ International Film Festival: nejlepší celovečerní film
- Reelout Queer Film Festival (Kanada): Kim Renders Memorial Award za vynikající výkon (Antony Hickling)